# Ördög Róbert
Az Ördög Róbert Giacomo Meyerbeer 1831. november 21-én Párizsban bemutatott operája. Ez a mű volt a szerző első franciaországi műve, amellyel igen zajos sikert is aratott. Meyerbeeer ekkor már ötödik éve élet a francia fővárosban, de nem komponált semmit, hanem ismeretségeket kötött és tanult a kor nagy francia zeneszerzőitől. A darab szövegkönyvét az Eugène Scribe–Germain Delavigne szerző páros írta. Az opera magyarországi ősbemutatója 1843. február 18-án volt. Az operaház utoljára 1884-ben újította fel. A XIX. század óta nem volt műsoron.

## Az opera szereplői
| A szereplő neve                               | Hangfekvésee         |
| --------------------------------------------- | -------------------- |
| Róbert, Normandia hercege                     | tenor                |
| Izabella, Szicília hercegnője, Róbert jegyese | szoprán              |
| Bertram, az ördög, Róbert apja                | basszus vagy bariton |
| Alice, Róbert tejtestvére                     | szoprán              |
| Raimbaud, egy földműves                       | tenor                |
| Alice, a menyasszonya                         | szoprán              |

Történik a XIII. században Szicíliában.

## Az opera cselekménye

### I. felvonás
A lovagok mulatságával indul a történet. Róbert és Alberti lovag a sátruk előtt üldögélve nézik a mulatozókat. Róbertet Bertram itatja. Raimbaud zarándok köntösben tűnik fel és Alberti kérésére elénekli Ördög Róbert balladáját. Róbert haragra lobban a dal miatt, ami nem másról szól, mint róla és az anyjáról. Raimbaud esedezik: ne ítélje halálra. A menyasszonyával érkezett nem rég, akinek fontos mondanivalója van a hercegnek. Alice Róbert anyjának üzenetét és végrendeletét hozta el, az asszony nagyon beteg. Róbert nem érzi magát méltónak rá és nem veszi át az írást. Kéri Alice-t, hogy továbbra is ápolja anyját és elmondja neki, hogy reménytelenül szerelmes a szicíliai királynőbe, de a közelébe sem tud jutni. Alice vállalja, hogy üzenetet visz Izabellának. A herceg cserébe elengedi a lány vőlegényét. Közben Bertram visszatér. Alice megdöbbenve ismeri fel benne a normandiai kápolna freskójának sátán alakját. Bertram kockajátékot játszik Róberttel és kifosztja. Róbert az ördög fia, az ő hatalma alá is kell kerülnie.

### II. felvonás
A királyi palota tróntermében Izabella udvarhölgyeit bocsátja el. Róbert megszegte esküjét, cselekedetei kiszámíthatatlanok, ezért a szicíliai király Granada hercegének ígérte lányát. A alattvalói járulnak a hercegnő elé kérelmeikkel. Köztük van Alice is, aki Róbert üzenetét hozta. Izabella gyorsan elküld mindenkit és fogadja a herceget. Olyan fegyvert ad neki, amellyel biztosan győzni fog a lovagi tornán, hogy aztán majd elnyerhesse a hercegnő kezét. Bertram jövetele vet véget a jelenetnek, aki egy fegyvernökkel és egy fekete lovaggal közeleg. Kineveti Róbert próbálkozását. Közben megérkezik a granadai herceg kihívása is, de nem a lovagi tornán kíván megküzdeni Róberttel, hanem a közeli erdőben akar éltre-halálra párbajozni. Róbert ezt elfogadja, nem tudja, hogy az egész csak Bertram csele volt, aki így akarja távol tartani fiát az igazi viadaltól. Látványos lovagi torna zajlik ezután a színpadon, nagy kórus betéttel és balettel. Izabella csalódottan veszi tudomásul, hogy Róbert megint becsapta, nem jött el a tornára.

### III. felvonás
Raimbaud egy sziklás barlang előtt várja menyasszonyát. A sötétből Bertram lép elő és egy zacskó aranyat ígér neki szolgálataiért cserébe. A földműves elsiet. Ezután villámlás, dörgés hallatszik. Démonok jelennek meg, megnyílik a föld és Bertram a lángokat okádó nyílásba veti magát. Megjelenik Alice. Keresi, hívja kedvesét, de nem találja sehol. Közben titokzatos hangok Róbert nevét kiáltozzák a mélyből. A lány végül a barlang szájához merészkedik, ahonnan előbukkan a halál sápadt Raimbaud. A lány ijedtében a sziklán függő fakereszthez menekül. Vőlegénye megesketi, hogy soha senkinek nem mondja el, amit látott. Azután jelenik meg Róbert.
Bertram éjfélig kapott időt, hogy magával rántsa fiát. Ha nem sikerül neki örökre elveszett. Alice próbálja figyelmeztetni Róbertet, de az a dühtől rá sem hederít. Lezajlott a torna és ő nem volt ott! Bertram elhiteti vele, hogy a granadai herceg cselszövésének lett az áldozata. De még nincs veszve minden. Ha hajlandó szövetségre lépni a gonosszal, még győzhet. Csak ki kell vennie éjfélkor a rózsát Szent Rozália szobrának a kezéből vagy le kell törnie az ágat. Róbert végső elkeseredésében ebbe is bele megy.
A szobor egy temetőben áll. Bertram megidézi a bűnben elpusztult apácák szellemét, akik vad, buja táncot járnak. Róbert közeledése vet véget a mulatságuknak. Mikor a herceg a szoborhoz lép, annak arca átváltozik anyja arcképévé. Róbert megretten és menekülőre fogná, ám ekkor megjelennek az apácák és körülfogják. Erotikus tánccal csábítják el és a férfi végül letöri a rózsát.

### IV. felvonás
Izabella palotájának termeiben ünnepel. Mindenki táncol és vigad, amíg meg nem jelenik Róbert kezében az ággal. Ekkor mindenki mély álomba szenderül. Izabellához lép és felébreszti. A hercegnő látja, hogy szerelme a sátánnal lépett szövetségre, de szerelméről biztosítja és menekülésre ösztönzi, ugyanis kegyvesztett lett, amiért nem jelent meg a tornán. A férfiban azonban felébred a lovagi szellem és marad. A rátámadó lovagoktól Bertram menti meg.

### V. felvonás
Annak örömére, hogy hercegnőjük megmenekült az ördögtől, a palermói katedrálisban hálaadó istentiszteletet tartanak. Róbert a katedrálisban próbál menedéket keresni, de Bertram iszonyodik a szent helytől. Végre színt vall: elárulja fiának, hogy ő az apja és ezen a jogon kijelenti, hogy teste-lelke az övé. Róbert nem ellenkezik. Már éppen a alá akarja írni a szerződést az ördöggel, amikor megjelenik Alice Róbert haldokló anyának végrendeletével. A férfi ezúttal átveszi az írást. Ebben anyja óvja őt az álszent baráttól, megejtőjétől. Közben éjfélt ütött az óra, Bertram ideje lejárt, a gonosz eltűnik a felcsapó lángokban. A templomból orgona szó hallatszik, Róbert megrendül és az őt hívó Izabellához lép, a lelke megmenekült.

## A mű zenéje

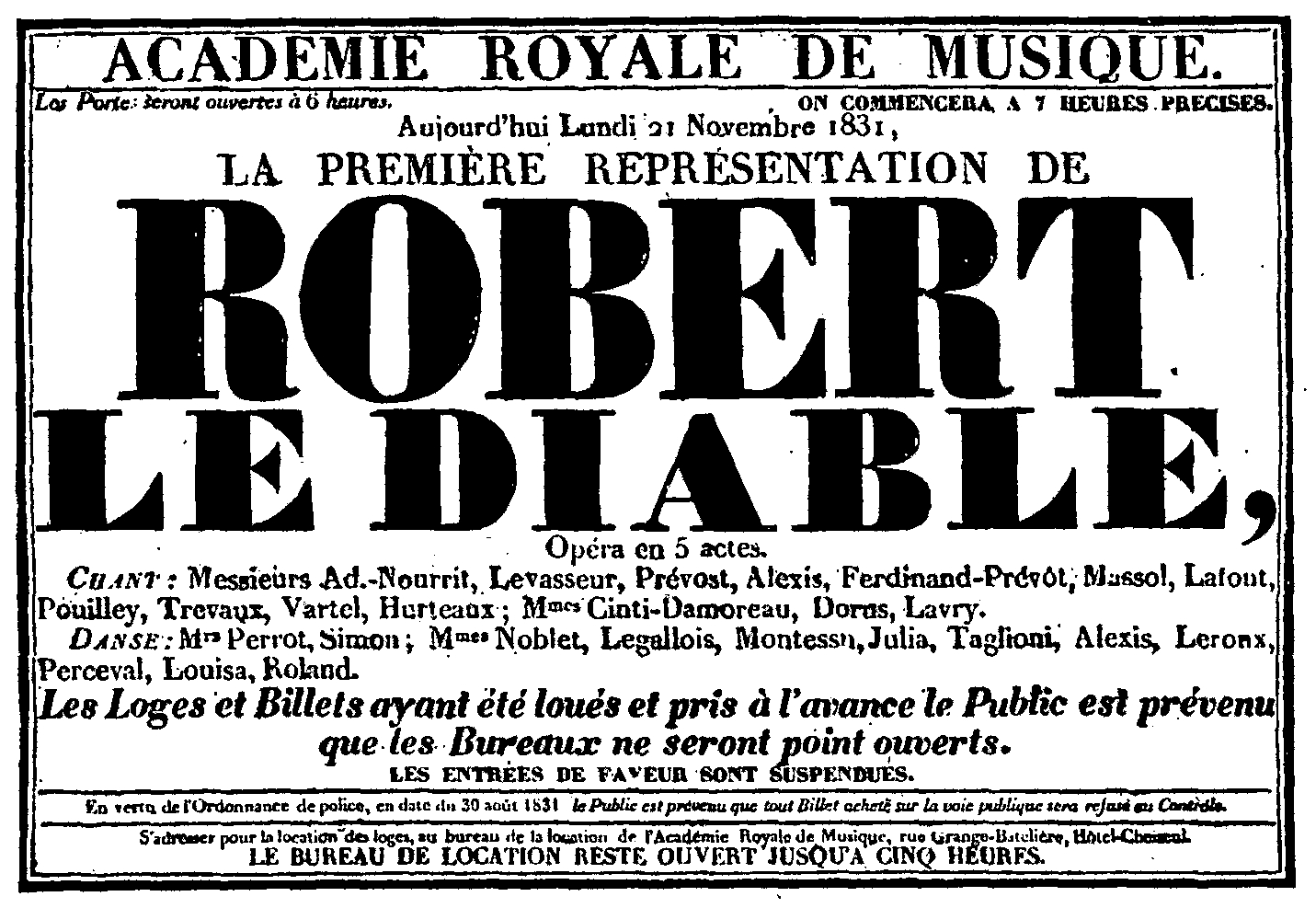
Az Ördög Róbert premierjét hirdető korabeli plakát

A darab nem a legjobb műve a szerzőnek, de már megmutatkozik benne a későbbi érett komponista. A gyújtóhatású dallam részletek, az érzelmes-nosztalgikus hangvételű jelenetek, a hősi intonáció, a démoni elem és a megváltás motívuma mind-mind a későbbi nagy romantikus zeneszerzőkre mutattak előre. A kompozíció egésze tömör, a szólamok jól énekelhetőek, de Meyerbeer állandóan a ponyva és a jó ízlés határmezsgyéjén mozgott. A helyesen úton pedig csak a mértéktartás tartja meg.
A szerző más művei esetében sem válogatott a zenei eszközökben, mindent megtett a siker érdekében, ennek köszönhető, hogy művei nagy része mára eltűnt az opera színpadokról. Az Ördög-ballada már-már nevetséges, az apácák tánca esetenként elég trágár, a honvágy dallamok elég csöpögősen hatnak helyenként.
Az opera viszont kitűnő példája a rémromantika eszköztárának: ördögtől megesett terhes asszony, jó útra tér ördögfióka, kéjsóvár apácák, lélekvásár, szentséggyalázás, a jó és a rossz között tétovázó lélek mind-mind a korabeli gótikus irodalom eszköztárába tartozik. Mindezek mellett az Ördög Róbert jelentős opera. Meyerbeernek nagy érzéke volt a színpadhoz és olyan kézzel nyúlt a lehetetlen szövegkönyvhöz, hogy darabjával egy csapásra meg tudta hódítani a korabeli közönséget. És a darab hátrányai ellenére olyan kelléktárát kínál a későbbi nagy mestereknek, amiből évtizeden át meg tudtak élni. Nemcsak a romantikusok, a veristák, de a nemzeti zene különböző képviselői is.

## Az opera ismertebb részletei
- "Nonnes, qui reposez"- Bertram áriája a harmadik felvonásban, az Evokáció
- "Robert, Robert, toi que j’aime"- Izabella kavatinája a IV. felvonásban